# Bălgarovo
Bălgarovo (bulgariska: Българово) är ett distrikt i Bulgarien.   Det ligger i kommunen Obsjtina Burgas och regionen Burgas, i den östra delen av landet, 300 kilometer öster om huvudstaden Sofia.